# ۴۵۶۸ منکورع
سیارک ۴۵۶۸ (به انگلیسی: 4568 Menkaure، نامگذاری:1983RY3) چهار هزار و پانصد و شصت و هشتمین سیارک کشف شده‌است که در ۲ سپتامبر ۱۹۸۳ کشف شد.
قدر مطلق سیارک برابر ۱۱٫۹۰ است.